# Estación de Delicias (Metro de Madrid)
Delicias es una estación de la línea 3 del Metro de Madrid situada bajo el paseo del mismo nombre en el madrileño distrito de Arganzuela. En sus inmediaciones (menos de 300 m) se encuentra la estación de cercanías del mismo nombre que carece de correspondencia directa subterránea, así como la antigua estación de ferrocarril también homónima, actual sede del Museo del Ferrocarril.

## Historia
La estación abrió al público el 26 de marzo de 1949 y se encuentra en la corona tarifa A del Consorcio Regional de Transportes de Madrid. Fue terminal de línea hasta el 1 de marzo de 1951, cuando la línea se amplió hasta Legazpi.

## Accesos
Vestíbulo Ciudad Real

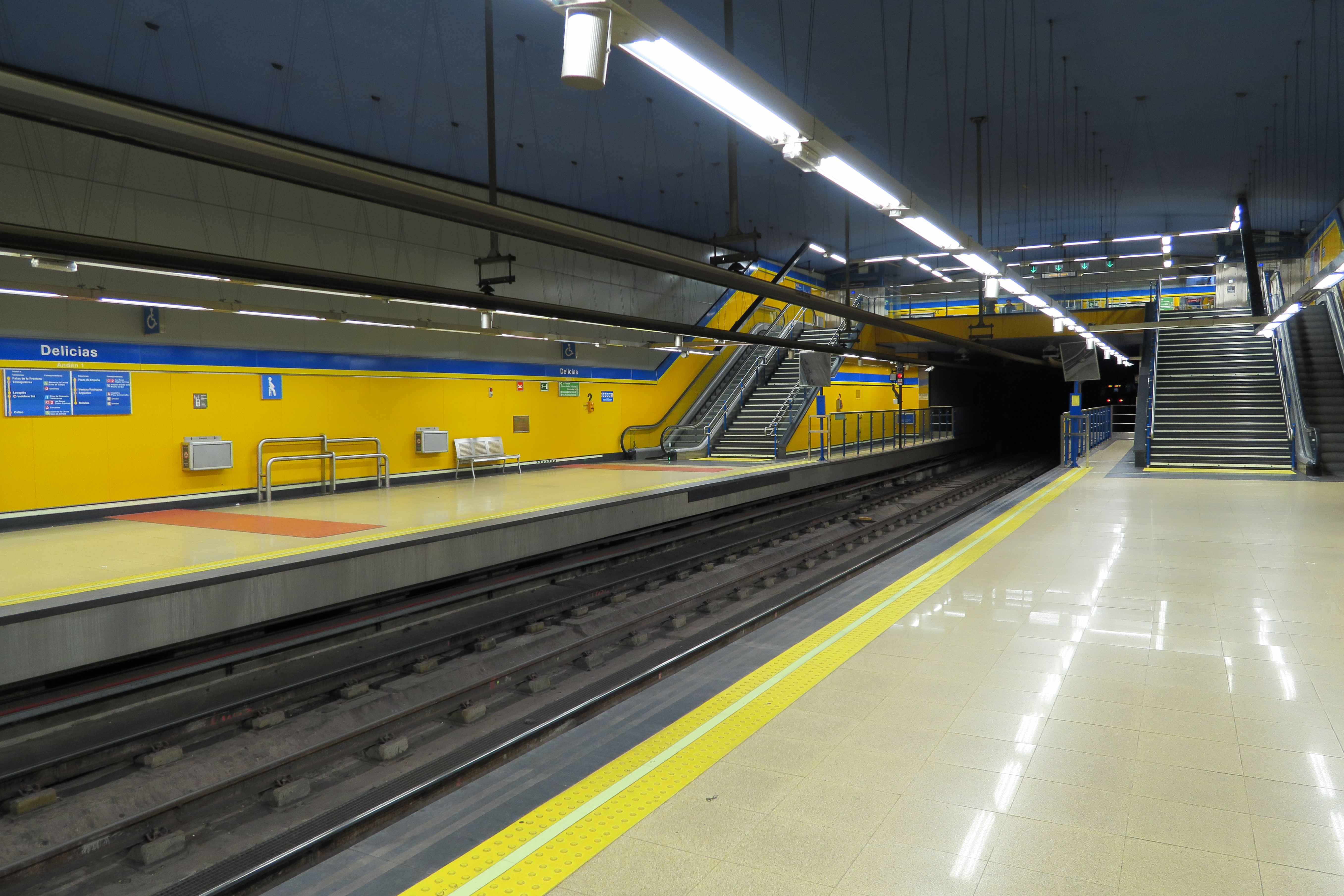
Estación de Delicias (Metro de Madrid), andenes

- Ciudad Real Pº de las Delicias, 60
- Paseo de las Delicias, impares Pº de las Delicias, 61
- Ascensor Pº de las Delicias, 58

Vestíbulo Cáceres
- Cáceres Pº de las Delicias, 78 (esquina C/ Cáceres)

## Líneas y conexiones

### Metro
| << cabecera | < estación | línea | estación >           | cabecera >> |
| ----------- | ---------- | ----- | -------------------- | ----------- |
| El Casar    | Legazpi    |       | Palos de la Frontera | Moncloa     |

### Cercanías
| procedencia/destino | < estación | Línea | estación >    | destino/procedencia |
| ------------------- | ---------- | ----- | ------------- | ------------------- |
| Villalba            | Pirámides  |       | Méndez Álvaro | Chamartín           |

### Autobuses
| Diurnos   |                    |                                                 |
| Línea     | Destino            | Parada                                          |
| 19        | Plaza de Cataluña  | 1183 ESTACIÓN DE DELICIAS (Pº Delicias)         |
| 45        | Reina Victoria     | 1183 ESTACIÓN DE DELICIAS (Pº Delicias)         |
| 47        | Atocha             | 1183 ESTACIÓN DE DELICIAS (Pº Delicias)         |
| 59        | Estación de Atocha | 1183 ESTACIÓN DE DELICIAS (Pº Delicias)         |
| 85        | Estación de Atocha | 1183 ESTACIÓN DE DELICIAS (Pº Delicias)         |
| 86        | Estación de Atocha | 1183 ESTACIÓN DE DELICIAS (Pº Delicias)         |
| 247       | Atocha             | 1183 ESTACIÓN DE DELICIAS (Pº Delicias)         |
| 6         | Jacinto Benavente  | 1930 FERROCARRIL                                |
| 55        | Atocha             | 1930 FERROCARRIL                                |
| 8         | Valdebernardo      | 1964 ESTACIÓN DE DELICIAS (C/ Ramírez de Prado) |
| Nocturnos |                    |                                                 |
| Línea     | Destino            | Parada                                          |
| N14       | Cibeles            | 1930 FERROCARRIL                                |